# Staustufe Höchst
Die Staustufe Höchst, auch Schleuse Höchst genannt, war eine Staustufe des Mains im heutigen Stadtgebiet von Frankfurt am Main bei Höchst oberhalb der Nidda-Mündung. Sie wurde 1883 bis 1886 errichtet und 1932 mit Inbetriebnahme der etwa drei Kilometer flussaufwärts gelegenen Staustufe Griesheim stillgelegt. Heute existiert noch das alte Schleusenwärterhaus am Schwanheimer Ufer.

## Geschichte

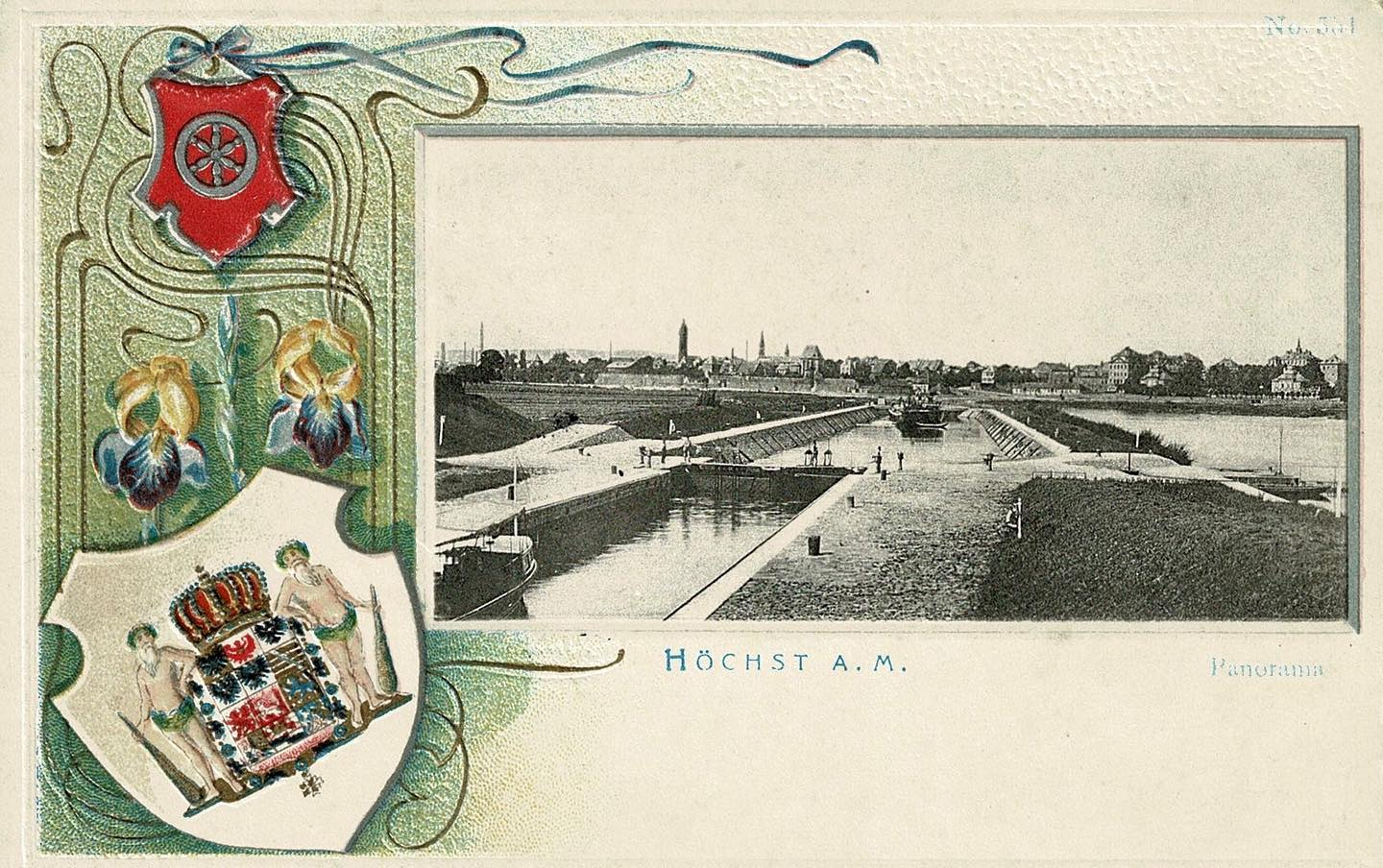
Blick von der Schleuse auf Höchst, um 1900

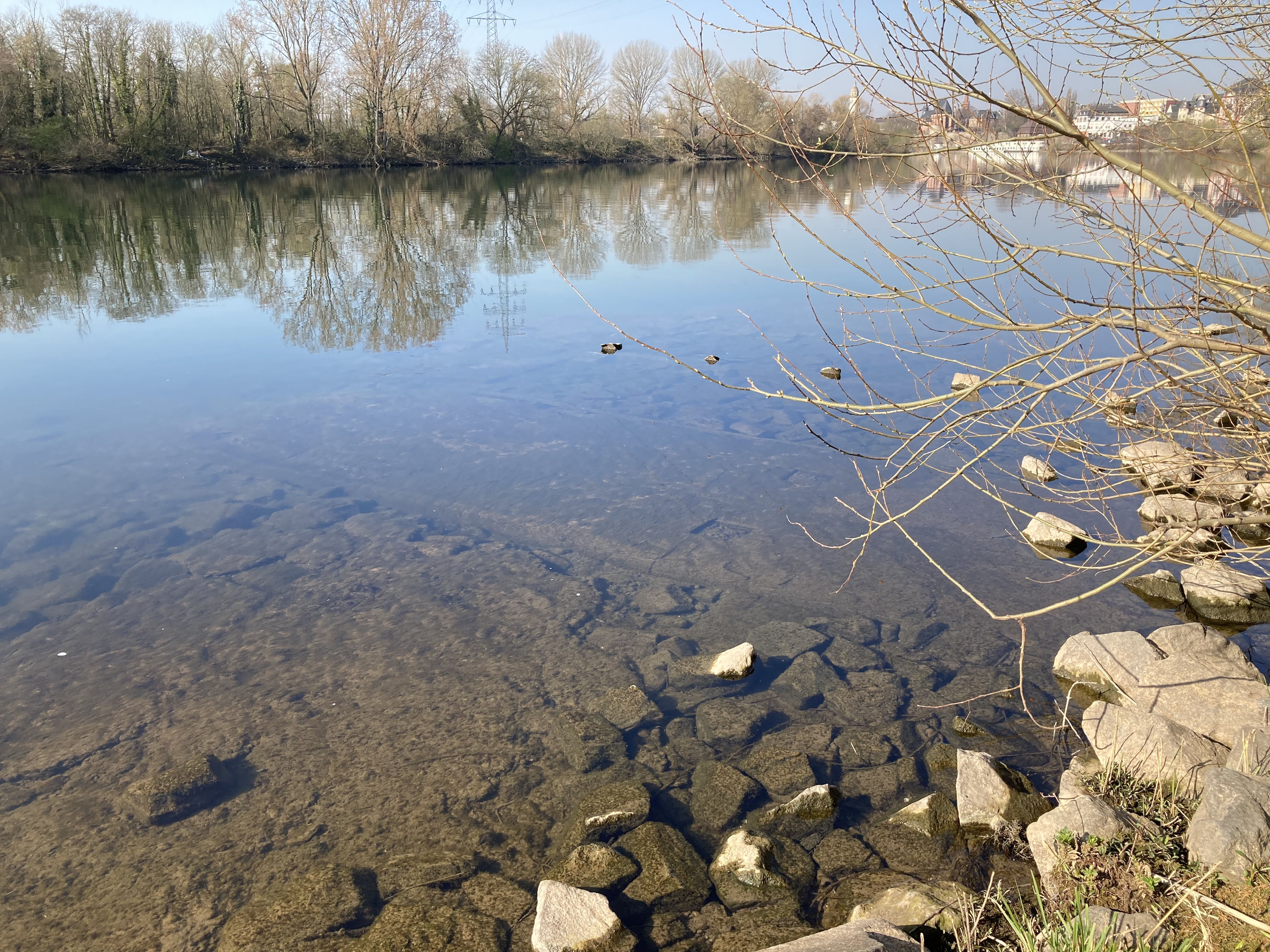
Reste der gemauerten Sohle des Nadelwehrs

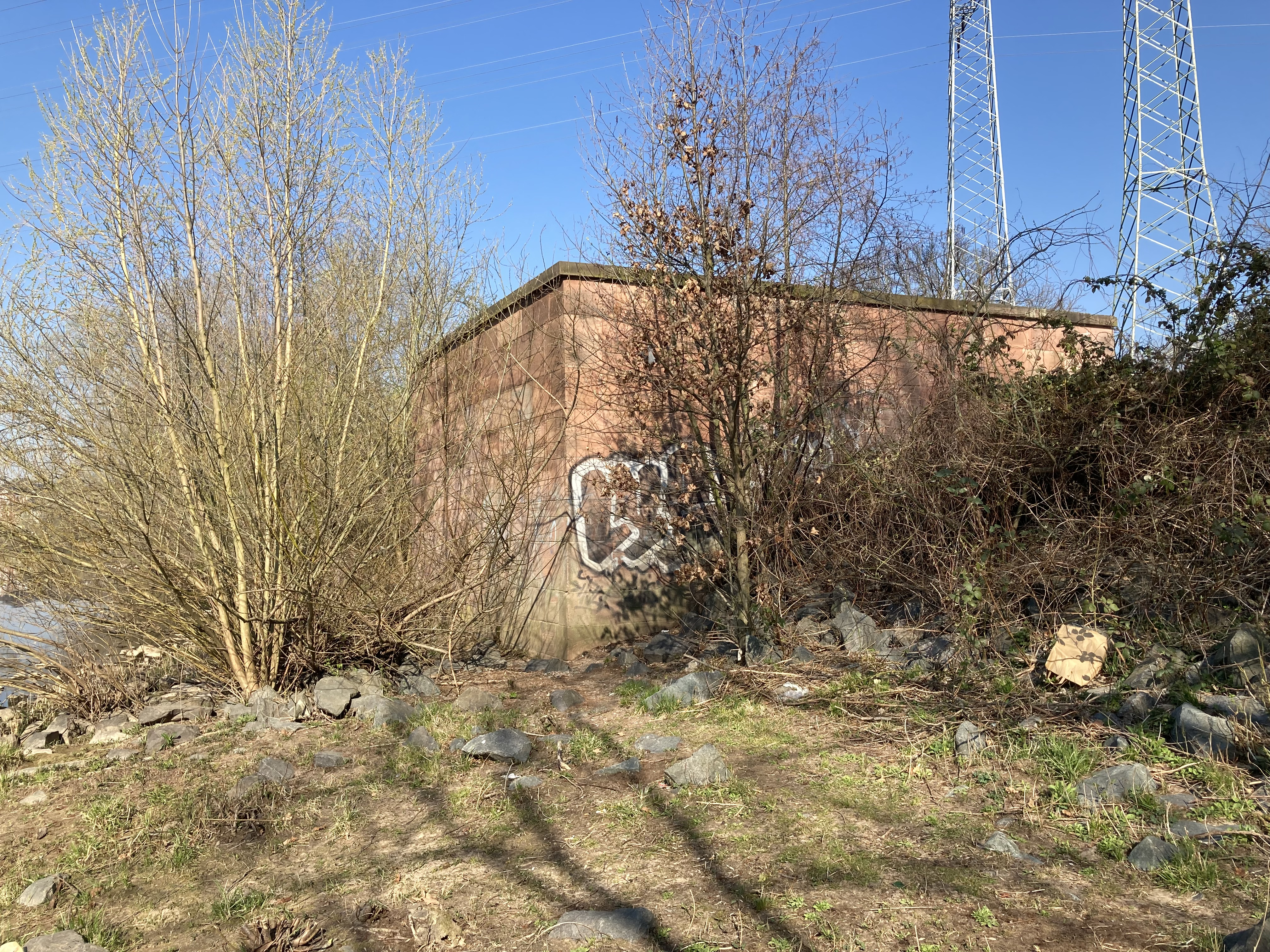
Reste des Ehrenmals am nördlichen Ufer

Der Main wurde in den Jahren 1883–1886 auf einem rund 33 Kilometer langen Abschnitt zwischen Frankfurt am Main und der Mündung bei Mainz-Kostheim kanalisiert und für die damals größten Rheinschiffe von etwa 1000 Tonnen Tragfähigkeit schiffbar gemacht. Um das Gefälle von 10,4 Metern zu überwinden, wurden fünf Staustufen bei Frankfurt, Höchst, Okriftel, Flörsheim und Kostheim errichtet. Alle Staustufen erhielten eine Kammerschleuse (85 × 10,5 m) am linken Ufer und bestanden aus einem Nadelwehr, einer 12 Meter breiten Floßrinne mit Trommelwehr sowie einer Fischtreppe. Da die Schleusenkammern in gewachsenen Boden gegraben wurden, ergab sich die Anlage mehr oder weniger langer Schleusenkanäle. Der Kanal der Schleuse Höchst hatte eine Länge von 100 Meter im Oberwasser und 200 Meter im Unterwasser. Alle Schleusenanlagen waren von vorneherein für eine Fahrwassertiefe von 2,50 Metern konstruiert. Die Fahrrinnentiefe im freien Main betrug anfangs 2 Meter. Bis 1891 wurde sie durch Ausbaggerung und andere wasserbauliche Maßnahmen auf 2,50 Meter gebracht.
Während der Bauzeit ereignete sich ein Unfall. Ein mit Backsteinen beladener hölzerner Kahn wurde von der starken Strömung gegen den bereits fertiggestellten Mittelpfeiler geworfen und sank. Mehrere Bergungsversuche blieben erfolglos, so dass das Wrack schließlich durch Pioniere des Pionier-Bataillons 21 aus Mainz-Kastel mit Pulver und Dynamit gesprengt werden musste. Der Pfeiler blieb bei der Sprengung unbeschädigt.
Nach der Inbetriebnahme des Frankfurter Osthafens 1912 und dem weiteren Ausbau des Mains bis Offenbach und Hanau 1924 konnten die alten Schleusen den gestiegenen Schiffsverkehr nicht mehr bewältigen. 1921 erhielt daher zunächst die Staustufe Kostheim eine zweite Schleusenkammer. 1929 bis 1934 wurden die vier Staustufen Flörsheim, Okriftel, Höchst und Frankfurt durch die beiden Staustufen Eddersheim und Griesheim ersetzt. Die Staustufe Höchst wurde abgebaut und die Schleusenanlage stillgelegt. Auf älteren topographischen Karten ist erkennbar, dass der Schleusenkanal noch nach Ende des Zweiten Weltkriegs 1945 bestand. Erst später wurde er endgültig verfüllt.
Am nördlichen Ufer wurde 1937 am Platz des ehemaligen Wehrs ein monumentales Ehrenmal für die Gefallenen des Ersten Weltkriegs aus Höchst und Nied errichtet. 1965 wurde das im Krieg beschädigte Denkmal bis auf die noch erhaltene Terrasse entfernt.
Heute gehören die Ufer an beiden Seiten der ehemaligen Staustufe zum Landschaftsschutzgebiet Frankfurter Grüngürtel. Das auf einer hochwassersicheren Aufschüttung gelegene ehemalige Schleusenwärterhaus am Schwanheimer Ufer ist weiterhin bewohnt.

## Lage und Architektur

### Schleusenanlage
Die Schleuse Höchst lag am linken Mainufer etwas oberhalb der Mainfähre Höchst. Der Main fließt an dieser Stelle in nordwestlicher Richtung, kurz bevor er an der Niddamündung seinen Lauf in südwestlicher Richtung ändert. Der 300 Meter lange Schleusenkanal war in der Sohle 20 Meter breit und 2,50 Meter tief. In Höhe des Wasserspiegels verlief eine beidseitig jeweils einen Meter breite Berme in der Kanalböschung, deren unter Wasser liegende Teile mit einer Steinpackung und Abpflasterung versehen waren.
Die Schleusenkammer war zwischen Ober- und Unterhaupt 101,40 Meter lang mit einer lichten Weite von 10,50 Meter. Die nutzbare Länge betrug 85 Meter, die Drempeltiefe 2,90 Meter. Die Kammerwände ragten knapp einen Meter über den Oberwasserspiegel hinaus. Das Mauerwerk bestand aus Bruchstein mit einer Verkleidung aus Werksteinen; Drempel und Wendenischen der Tore waren aus Eifel-Basalt gemauert.
Linke Schleusenmauer und linker Sohlenrand des Schleusenkanals verliefen in einer Flucht, um den Schiffen das Ein- und Ausfahren zu erleichtern, während wartende Schiffe nach dem nördlichen Kanalufer ausweichen konnten. Am linken Kanalufer verlief auf der gesamten Länge ein vier Meter breiter Leinpfad.
Die Schleusentore bestanden aus Eichenholz mit einem Belag aus Kiefernholz. Jeder der vier Torflügel besaß zwei Hubschütze. Zur schnelleren Füllung und Entleerung der Kammer dienten zudem 1,30 Meter breite und 2,20 Meter hohe Umläufe im Ober- und Unterhaupt, die durch Drehschütze verschlossen wurden.
Die Schleuse war so konstruiert, dass die Schleusenkammer später durch Bau eines zweiten Unterhauptes auf 350 Meter verlängert werden konnte, um ganze Schleppzüge aufnehmen zu können. Die Füllungszeit der Schleuse hätte sich dadurch von ca. 4 Minuten auf ca. 10 Minuten verlängert.
Die 1886 begonnene Kettenschifffahrt auf dem Main erforderte eine besondere Führung der Schleppkette in der Schleusenkammer. Dafür besaßen die Schleusentore kleine Aussparungen und der Drempel eine etwa 10 cm tiefe und 10 cm breite Rinne. Der Schleppdampfer musste sich beim Durchfahren der Schleuse möglichst in der Mitte halten, um die empfindliche Kette nicht zu sehr zu belasten.

### Nadelwehr
Rechts neben dem Unterhaupt der Schleuse, durch einen etwa 25 Meter breiten Damm getrennt, lag das Nadelwehr. Als Vorbild dienten die entsprechenden Konstruktionen im belgischen Abschnitt der Maas. Das Wehr besaß zwei Öffnungen von jeweils 59 Metern lichter Breite. Die schmiedeeisernen Wehrböcke waren jeweils 1,20 Meter breit und an der Oberseite durch eine bewegliche Stange verbunden, gegen die sich die Nadeln lehnten. Jeder Wehrbock trug außerdem hinter der Stange eine Metallbühne, so dass die nebeneinanderliegenden Bühnen der einzelnen Böcke eine begehbare Brücke bildeten. Als zusätzliche Sicherung diente ein abnehmbares Geländer auf der stromabwärts gelegenen Seite.
Bei Hochwasser, Eisgang oder zu Wartungszwecken konnten die Wehrböcke einzeln mittels einer Winde nach links niedergelegt werden. Sie verschwanden dann im Schutz einer 40 cm hohen Kante unter der Oberseite des gemauerten Wehrrückens. Auf diese Weise waren sie vor Geschiebe, Eisschollen oder mitgeführten Sedimenten geschützt.
Der gemauerte Pfeiler zwischen beiden Wehröffnungen war 3,50 Meter breit und hatte ungefähr die Höhe des höchsten schiffbaren Wasserstandes. Die rechte Öffnung war als Schiffsdurchlass konstruiert; hier lag die Oberkante des gemauerten Wehrrückens 60 cm unter dem Niedrigwasser, um kleineren Fahrzeugen auch bei vollständiger Niederlegung des Wehres noch eine Passage zu ermöglichen.
Die Nadeln wurden aus Schwarzwälder Tannenholz gefertigt und wogen zwischen 15 und 20 kg. Um bei schnell steigendem Wasserstand das Wehr notfalls schnell öffnen zu können, besaß jeder Wehrbock die sogenannte „Auslösung Kummer“, mit der alle zu diesem Bock gehörenden Nadeln auf einmal gelöst wurden. Die Nadeln schwammen dann aus dem Wehr und konnten mit Hilfe ihrer Sicherungsleinen aus der Strömung geborgen werden.

### Floßrinne
Einen bedeutenden Anteil des Verkehrs hielt die Flößerei auf dem Main. Anfang des 20. Jahrhunderts wurden jährlich 1400 bis 1800 Flöße auf dem Untermain transportiert. Im Aschaffenburger Floßhafen wurden die Stämme zu Flößen von 9 Metern Breite und bis zu 130 Metern Länge zusammengestellt. Sie konnten die Staustufe Höchst durch eine 12 Meter breite und 200 Meter lange gemauerte Floßrinne am rechten Ufer passieren. Die Rinne hatte ein konstantes Gefälle von 1:200. Sie wurde an der Oberseite durch einen gemauerten Strompfeiler und einen landseitigen Pfeiler von jeweils 4,40 Metern Höhe begrenzt. Die Pfeiler dienten als Lager für ein Trommelwehr, das für die Passage eines Floßes geöffnet wurde. Eine eiserne Brücke über die Floßrinne ermöglichte dem Wehrmeister und seinen Gehilfen die Überquerung des Wehrs.
Bei geschlossenem Wehr lag das Stauziel 1,70 Meter über dem Rücken der Floßrinne. Länge und Gefälle der Floßrinne waren so berechnet, dass bei geöffnetem Wehr die Wassertiefe in der gesamten Rinne konstant 0,9 Meter betragen sollte.

### Fischpass
Der Fischpass am rechten Ufer bestand aus sechs gemauerten, jeweils 0,80 Meter tiefen und 2,50 Meter breiten Becken. Der Höhenunterschied zwischen zwei Becken betrug 0,30 Meter. Vom unteren Becken führte ein 1,20 Meter breiter gemauerter Kanal zurück in den Fluss. Die Anlage diente vor allem den damals noch häufigen Wanderfischen wie Lachs und Aal.

### Wärtergehöft
Für die Bedienung der Schleuse und des Wehres war ein Beamter zuständig, der ein auf einer Sandaufschüttung neben der Schleuse errichtetes Gebäude am Schwanheimer Ufer bewohnte. Das Schleusenwärterhaus war nicht unterkellert, sondern direkt auf eine 20 Zentimeter dicke Sandsteinplatte gegründet. Es beherbergte neben der Wohnung des Wärters auch ein Amtszimmer. Im Nebengebäude befanden sich ein Geräteschuppen, Lagerräume und ein Stall. Das ehemalige Schleusenwärterhaus ist weiterhin bewohnt.